# Мандалай
Мандалай (бірм. မန္တလေး, трансліт. manta.le: màndəlé) — друге за величиною місто в М'янмі, з населенням понад 1 млн осіб (2010), у минулому столиця Бірманської імперії, а зараз центр Мандалайского адміністративного округу. Місто розташоване на березі річки Іраваді, за 716 км на північ від Янгона.

## Історія

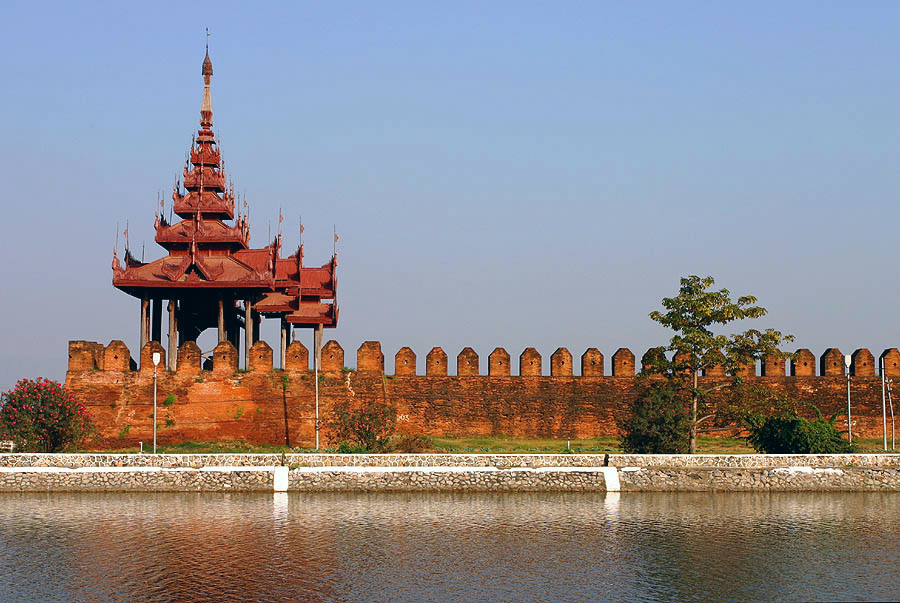
Стіна мандалайської фортеці

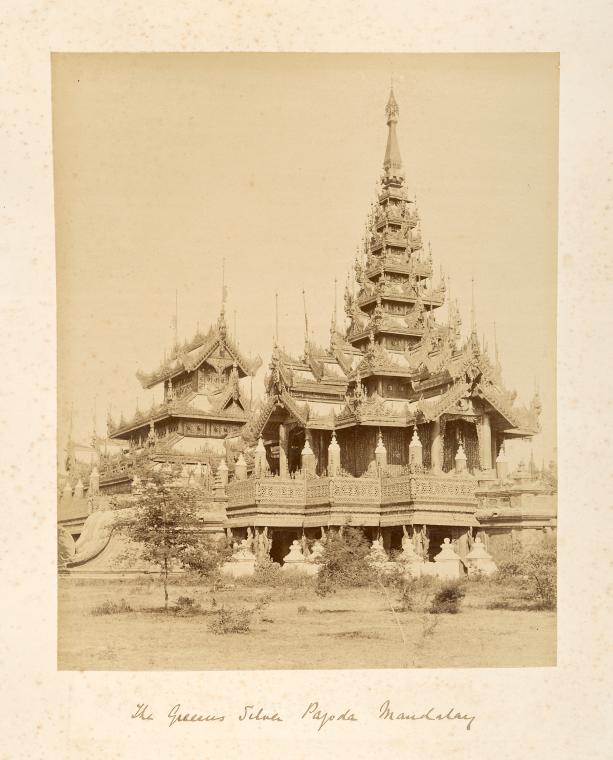
Храм Хман К'яунг

Місто було засноване в 1857 році королем Міндоном, і з 1860 по 1885 рр. було столицею останнього незалежного бірманського королівства, поки в 1885 році не було зайняте британськими військами. Див. Докладніше Історія Бірми.
Мандалай спочатку будувався як столичне місто біля підніжжя Мандалайського пагорба (висотою 236 м), відповідно пророцтву Будди про те, що на цьому місці має вирости велике місто, центр буддизму. Саме заснування міста було приурочено до 2400-річчя від дня народження Будди Гаутами.
До заснування Мандалая столицею Бірманської імперії було місто Амарапура. 13 січня 1857 року король Міндон віддав наказ про заснування нової столиці. Церемонія сходження на трон відбулася в липні 1858 року, а споруди старої столиці Амарапури були розібрані і перенесені на слонах до підніжжя Мандалайського пагорба. У місті був побудований палацовий комплекс, глибокий рів навколо міських стін, ступа Маха Лока Майазейн, Зал Церемоній Патхан-хо Шве Тхейн, монастир Атумаші, громадський комплекс Тудама Заят і бібліотека буддійських рукописів.
Нову столицю спочатку назвали Яданабон (від палійського Ратанапура — «місто, прикрашене дорогоцінними каменями»), але потім перейменували в Мандалай (від палійського Мандала — «рівна земля», або Мандара -«сприятлива земля»).
Король Міндон, будучи мудрим правителем і майстерним дипломатом, у міру сил прагнув протистояти посиленню британського впливу в регіоні. Однак його син і спадкоємець, останній король Тібо, виявився менш успішним державним діячем, фактично поступившись управлінням владою родичам своєї другої дружини Супаялат. За їх наполяганням, зійшовши на трон, щоб уникнути династичної боротьби і інтриг він наказав стратити 80 своїх найближчих родичів, принців і принцес, помістивши їх в вельветові мішки і задушивши або затоптавши слонами.

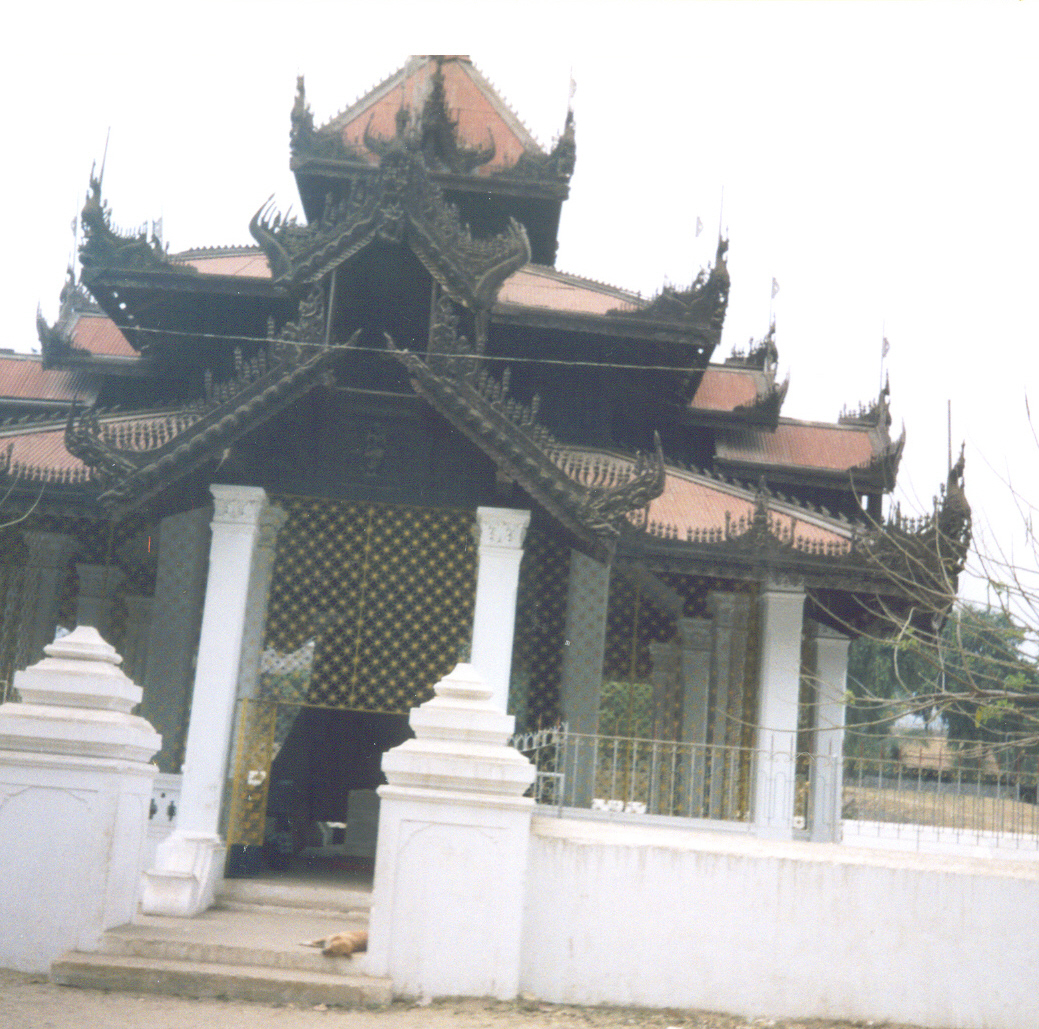
Буддійський храм в Мандалаї

У відповідності з традиційними анімістичними уявленнями бірманців, при побудові Мандалая під воротами і кутовими вежами стіни палацового комплексу, а також безпосередньо під троном були замуровані 52 людини як жертви духам — натам (зазвичай, як «будівельні жертви» використовувалися злочинці, засуджені до смертної кари). У основі кутових веж були поміщені також чотири глечика з маслом, які раз на 7 років повинні були перевірятися астрологами. На третю перевірку, в 1880 році, з'ясувалося, що масло в двох глечиках висохло. Крім того, з'явилося чимало інших недобрих ознак. Астрологи порекомендували королю Тібо перенести столицю. Король категорично відмовився. Тоді було прийнято рішення умилостивити натів принесенням великої кількості ритуальних жертв — 100 чоловіків, 100 жінок, 100 хлопчиків, 100 дівчаток, 100 солдатів і 100 іноземців. Королівський указ був оголошений публічно, почалися арешти, і в Мандалаї настала загальна паніка. Мешканці втекли з міста, а іноземні держави, і в першу чергу Велика Британія, під приводом захисту своїх підданих стали недвозначно загрожувати інтервенцією. У відповідь на англійський ультиматум арешти припинилися, але 100 заарештованих вдалося таємно замурувати заживо.
Намагаючись уникнути остаточної колонізації своєї країни Великою Британією (на той час вже встигла розв'язати дві англо-бірманські війни, у ході яких вона анексувала всю Нижню Бірму), король Тібо підписав договір з Францією про будівництво залізної дороги з Лаоса в Мандалай та організацію спільного військового флоту на Іраваді. Проте всі дипломатичні зусилля Тібо, включаючи відправку декількох посольств в Європу і запізнілу спробу зіграти на політичних суперечностях між Лондоном і Парижем (зберігши, подібно довколишньому Сіаму (нині Таїланд), хоча б формальний суверенітет), виявилися безуспішними. Англійці, скориставшись внутрішньою нестабільністю в країні, легко зайняли Мандалай в ході третьої англо-бірманської війни (1885) і приєднали Бірму до Британської Індії. Проте британська колоніальна влада зіткнулась із запеклим опором місцевого населення, часом озброєного лише луками і стрілами, і зуміли остаточно придушити народні виступи лише через кілька десятиліть після початку окупації.
Таким чином, блискуча королівська столиця Мандалай була захоплена іноземними інтервентами всього через 29 років після її заснування, а королівський палац став штаб-квартирою британського військового корпусу у Верхній Бірмі. Резиденція генерал-губернатора Бірми була перенесена в Рангун. Король Тібо і королева Супаялат були відправлені на заслання вглиб Індії, де і прожили до кінця життя.
Під час Другої світової війни японці, намагаючись відрізати постачання союзниками гоминьданівського Китаю, окупували Індокитай. У січні 1939 року ціною величезних зусиль було побудовано високогірне шосе Стілуел — в Рангун а в Чунцін — через Мандалай, Лашо, Баошань і Куньмін, по якому в Китай були доставлені десятки тисяч тонн боєприпасів. Японці, користуючись підтримкою бірманських націоналістів, вторглися до Бірми і зайняли Мандалай 2 травня 1942 р під час перестрілки міська стіна і палац були сильно пошкоджені, і японці перетворили його в склад до 1945 року, коли до влади в Мандалай повернулися англійці.
В 1948 році утворився незалежний Бірманський Союз, і Мандалай став столицею Мандалайського адміністративного округу.

## Пам'ятки

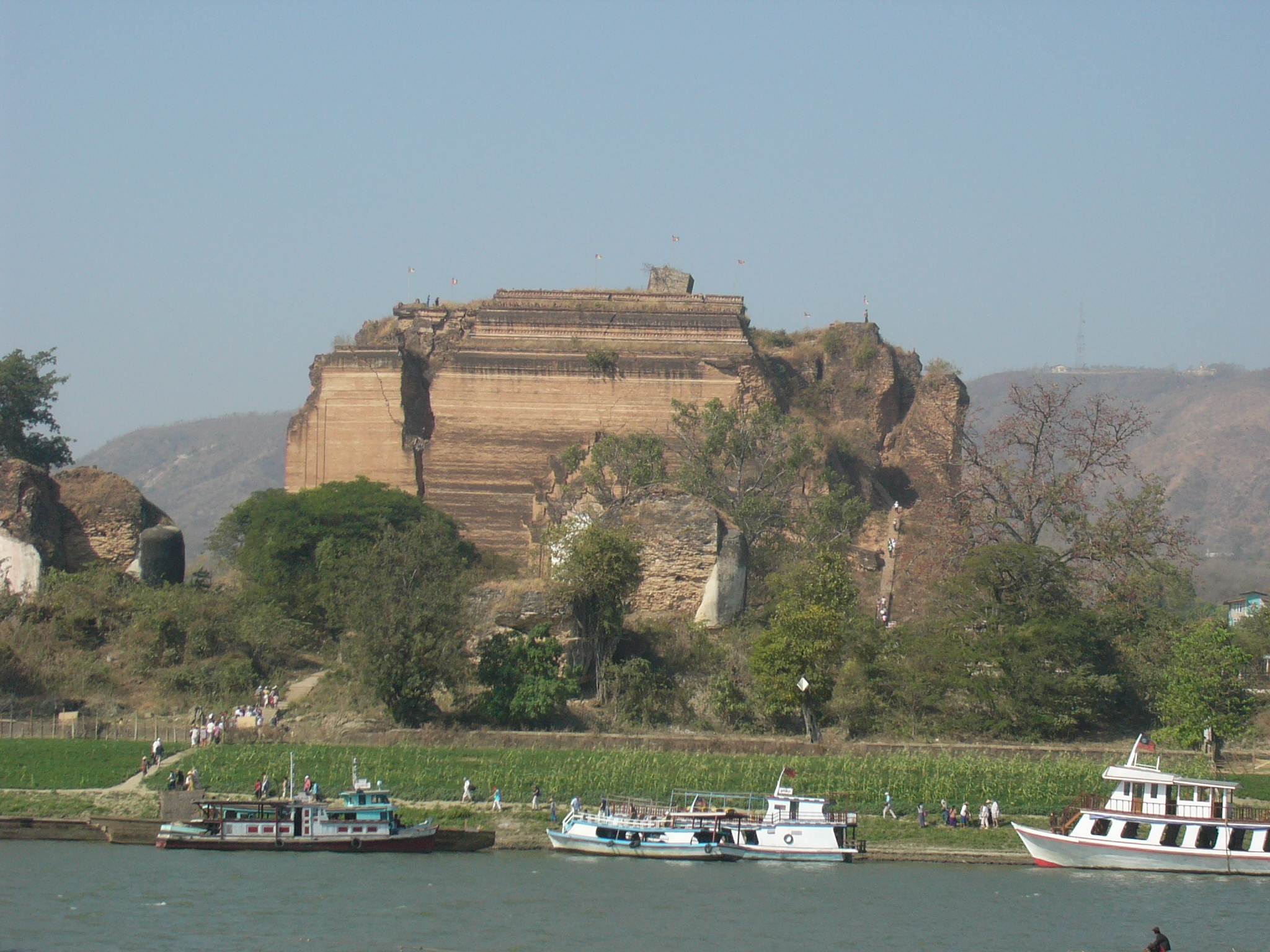
Незакінчена ступа в Мінгуні

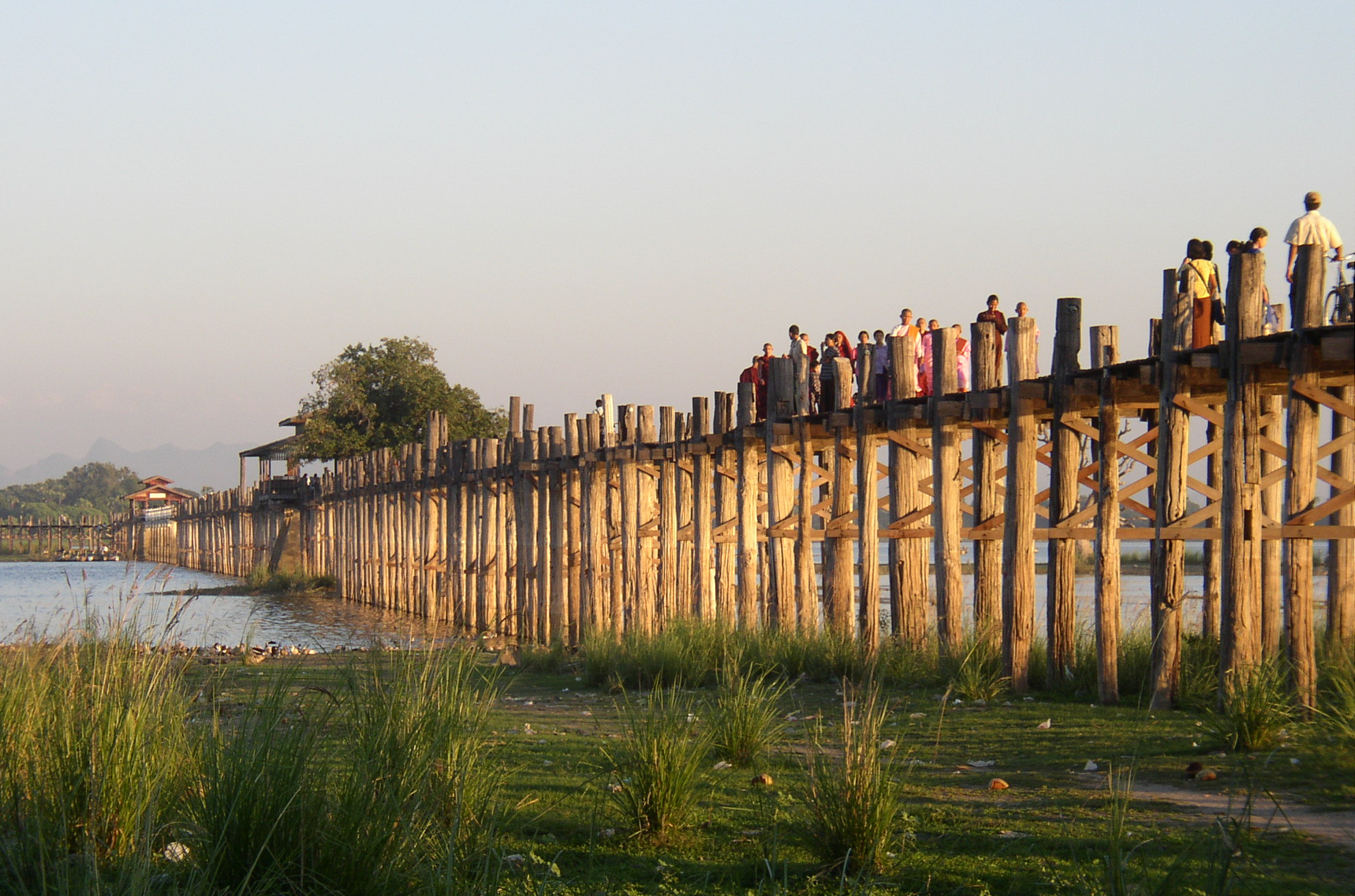
Дерев'яний міст У-Бейн через озеро між Мандалаєм і Анарапурою

Мандалай — величезне хаотичне місто, що розташується навколо палацового комплексу. Стіна палацового комплексу побудована в 1857 році королем Міндоном і являє собою правильний квадрат зі стороною трохи менше двох кілометрів. Стіна оточена широким каналом з водою, через який є 4 моста з кожного боку. Палац сильно постраждав під час бомбардувань англійцями і японцями. Великий інтерес представляють також стародавні столиці Ава і Амарапура в околиці Мандалая, а також багато маленьких містечок і монастирів.
Над Мандалаєм височить величезна гора, на якій розташований храмовий комплекс. Величезний Будда вказує вниз на Мандалай, де він передбачав будівництво нового міста. Від храмового комплексу спускаються вниз криті сходові галереї з тисячами сходинок. У лісах навколо знаходяться монастирі.
У північно-східного кута палацового комплексу знаходиться храмовий комплекс Куто-до Пайя (Пагода великої заслуги), що складається з 729 кам'яних павільйонів, у кожному з яких знаходиться по одній стелі з текстом буддійського канону. З 729 стел-сторінок складається повний текст Трипітаки на мові палі. Для безперервного читання такої величезної книги потрібно 450 днів. В 1900 році текст з каменів був надрукований на папері, вийшло 38 томів по 400 сторінок.
Поруч з Куто-до Пайя стоїть комплекс Садамані Пайя також з кам'яними сторінками. Навколо розташовано кілька значних буддійських монастирів.
На північний захід від міста знаходиться найзнаменитіший храм Махамуні з Буддою, який транспортували в 1784 році з підкореного Араканського царства разом з бронзовими фігурами левів і слонів. Вважається що сам Будда Сакьямуни був присутній при будівництві цієї статуї і освячував її своєю аурою. Скептики вважають, що статуя побудована через 100—200 років після Будди. Відвідувачі покривають Будду золотим листям, і зараз шар золотого листя — близько 15 см. Особа Будди спеціально захищена склом.
У Мандалаї є великий китайський квартал з нічним базаром, який дуже жвавий.
Околиці Мандалая дуже вражаючі. Довгий дерев'яний міст з'єднує Мандалай з колишньою столицею Амарапурою.
Король Бодопайя в 1790 році розпочав у Мінгуні будувати найбільшу в світі ступу. За 30 років йому вдалося звести лише основу ступи. Якби він її добудував, вона повинна була бути заввишки 150 метрів. Після смерті короля його спадкоємці не зважилися продовжити будівництво, а незабаром землетрус розвернув гігантську споруду, яке нагадує недобудовану Вавилонську вежу. Перед ступою — два величезних лева, яких також пошкодило землетрусом. Поруч — гігантський дзвін, що призначався для ступи.

## Галерея

Мандалай
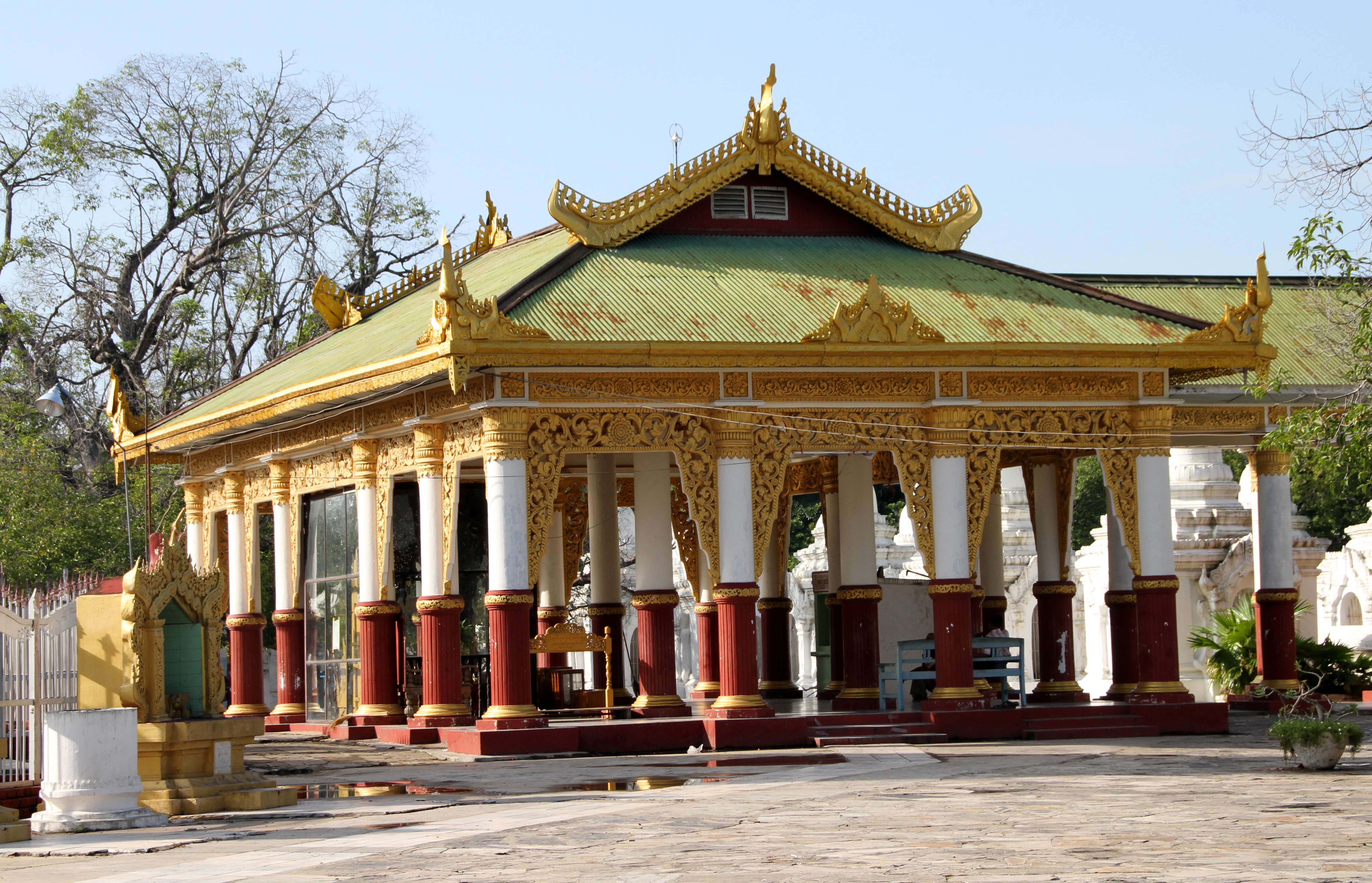
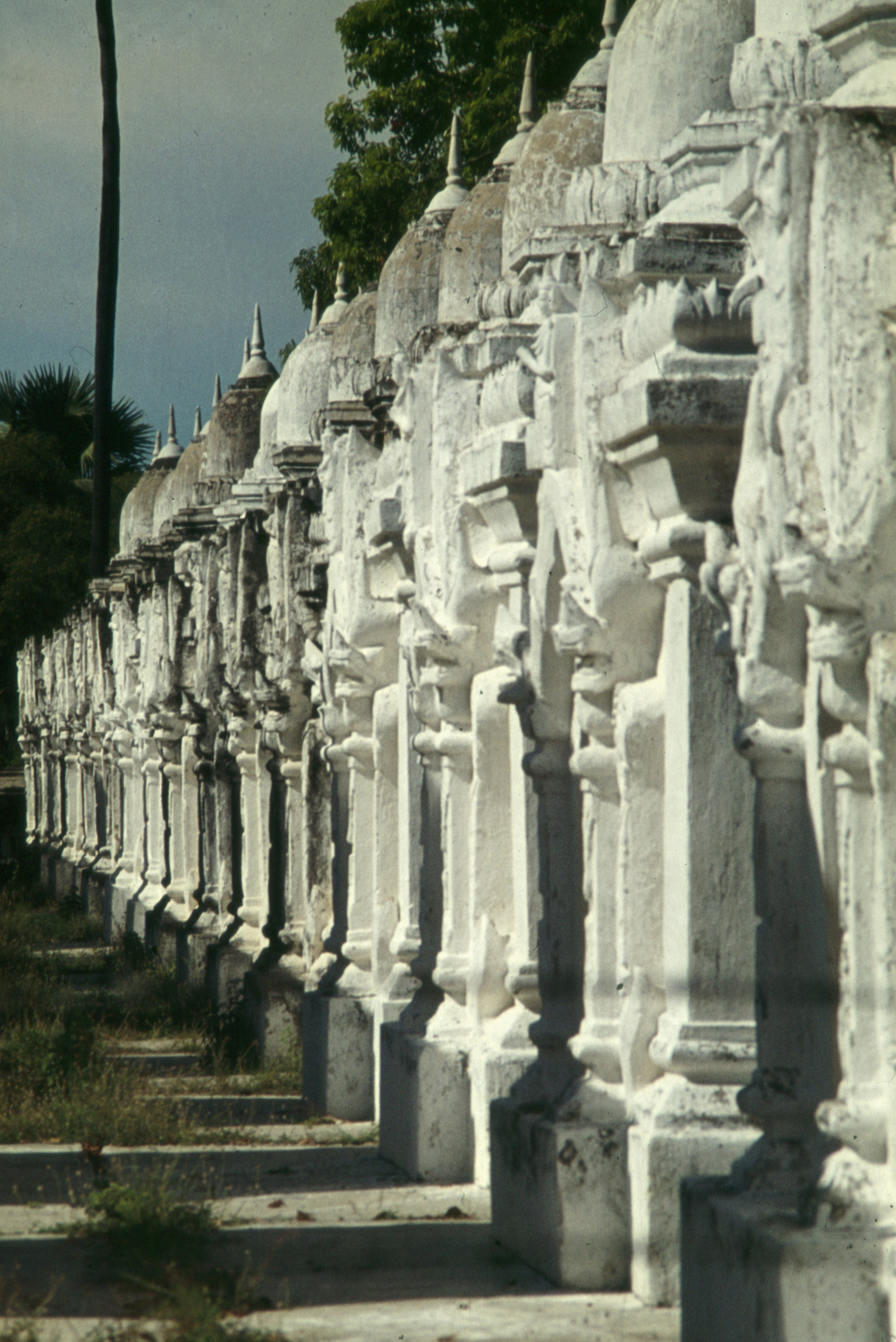
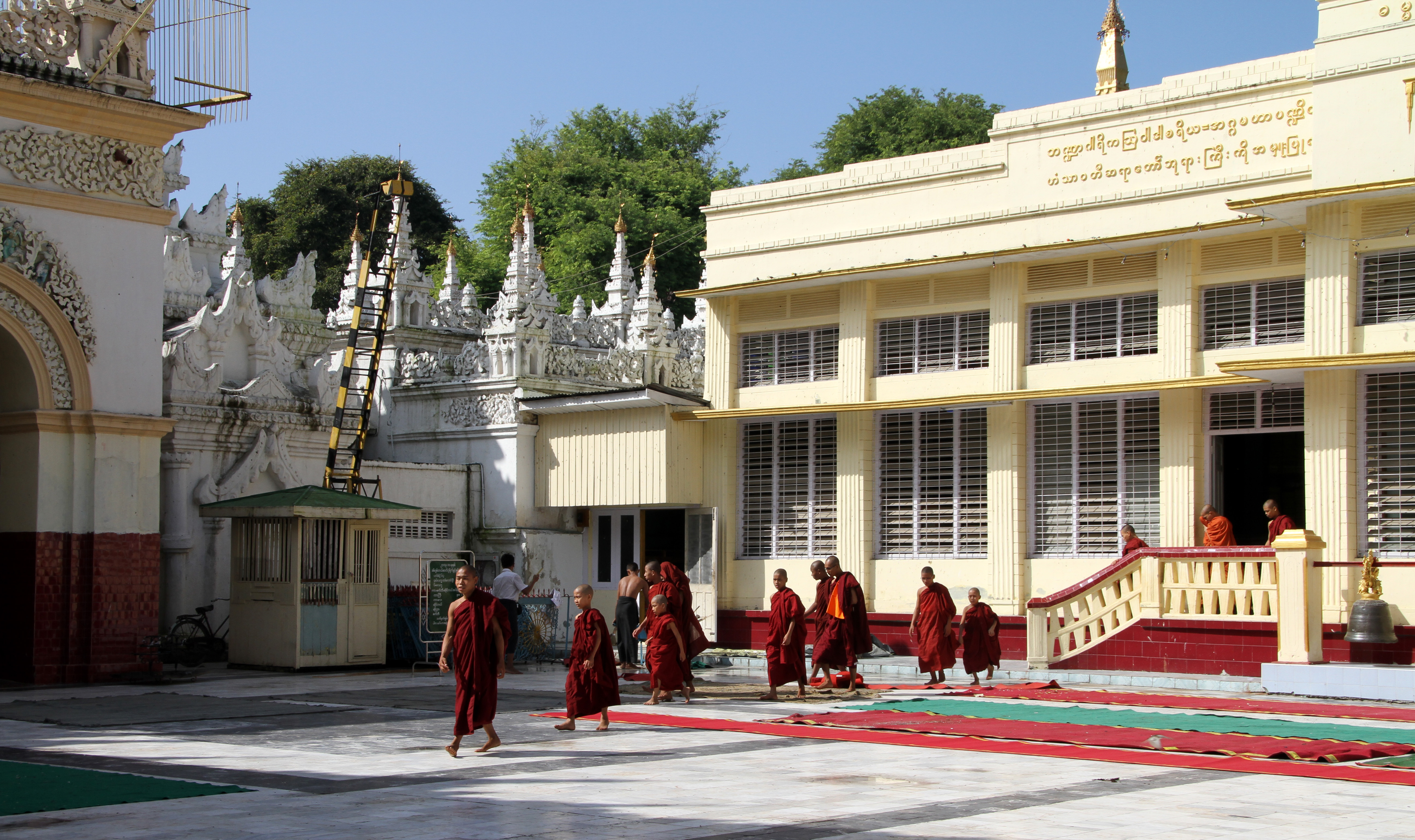
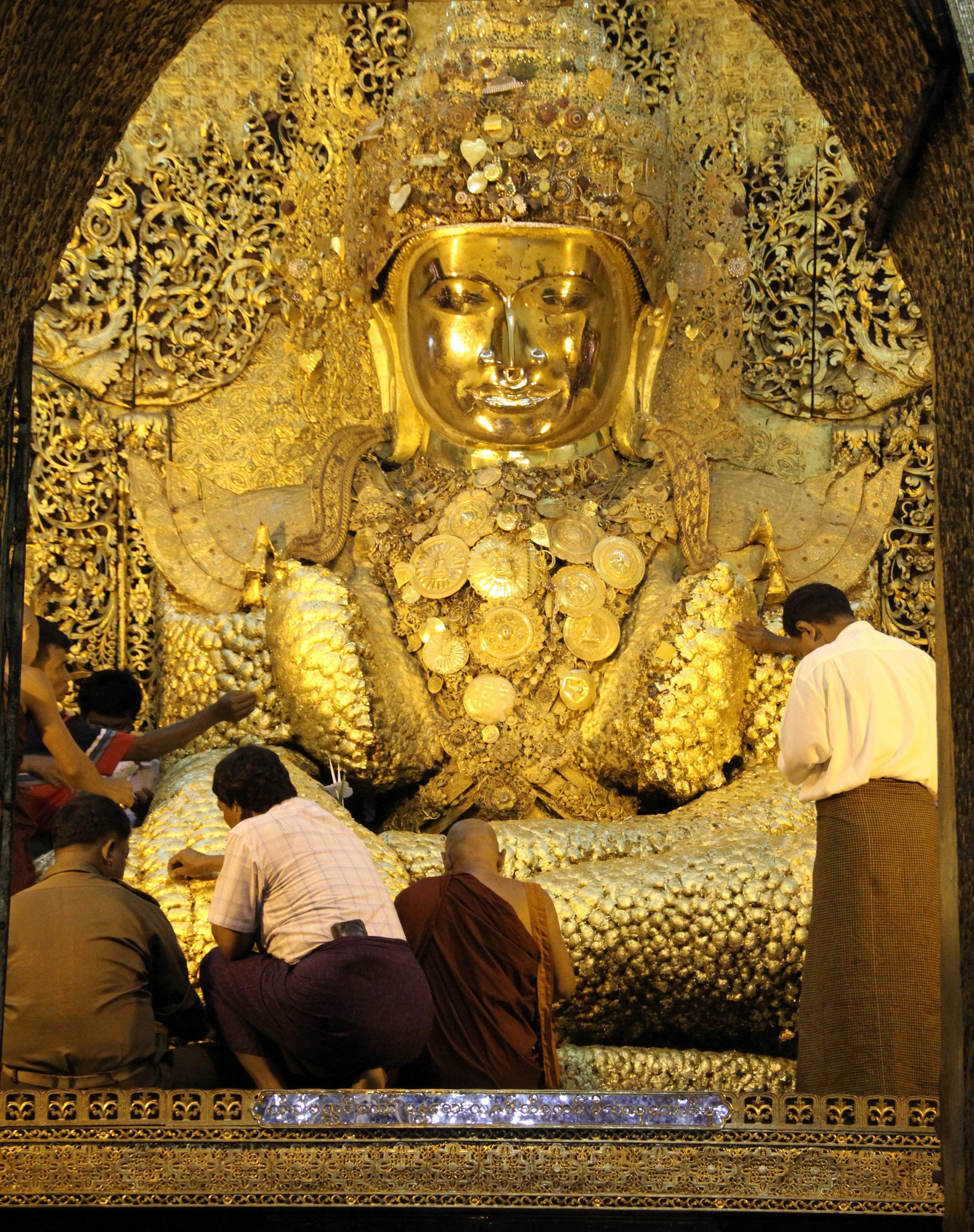
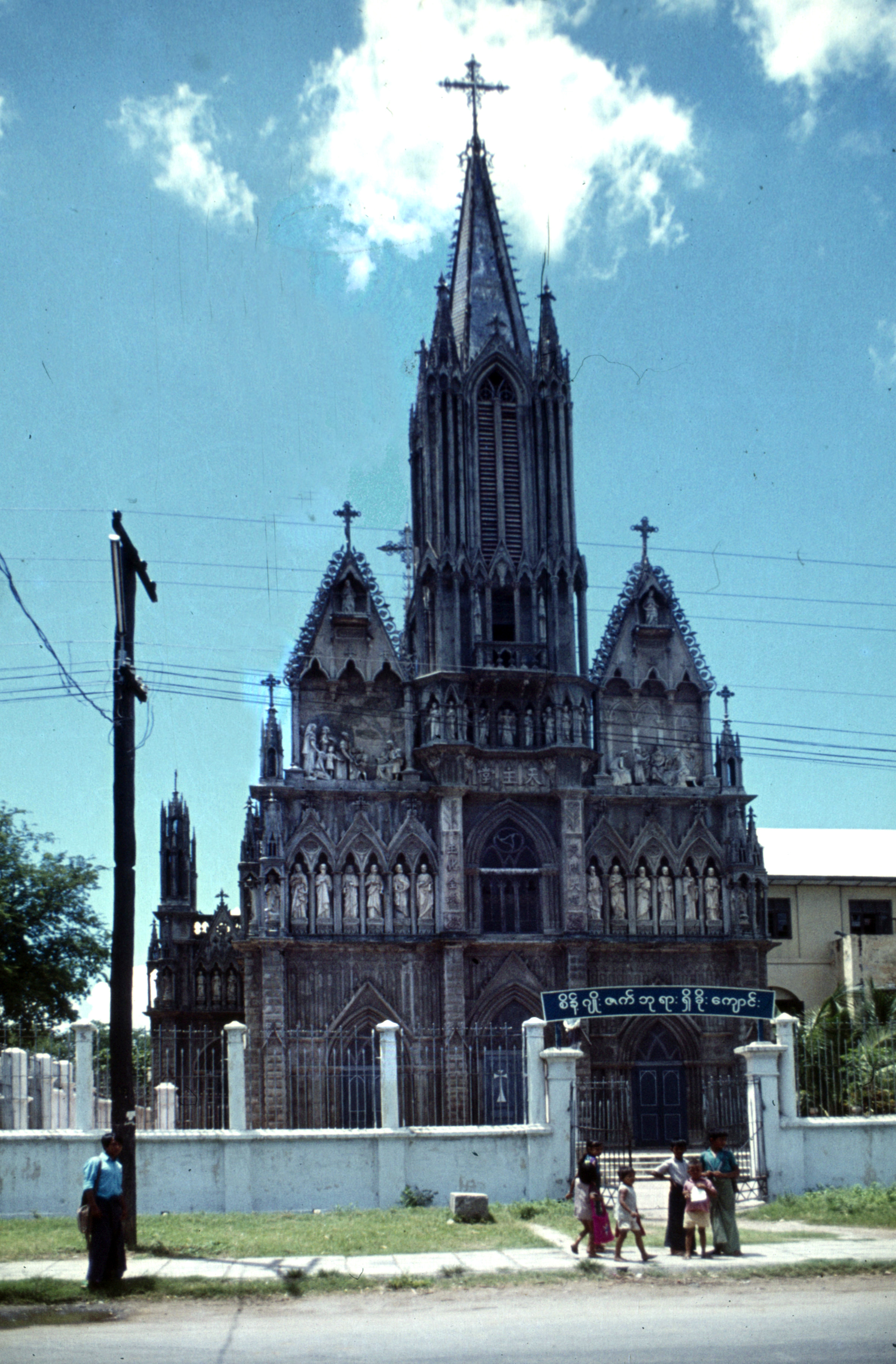
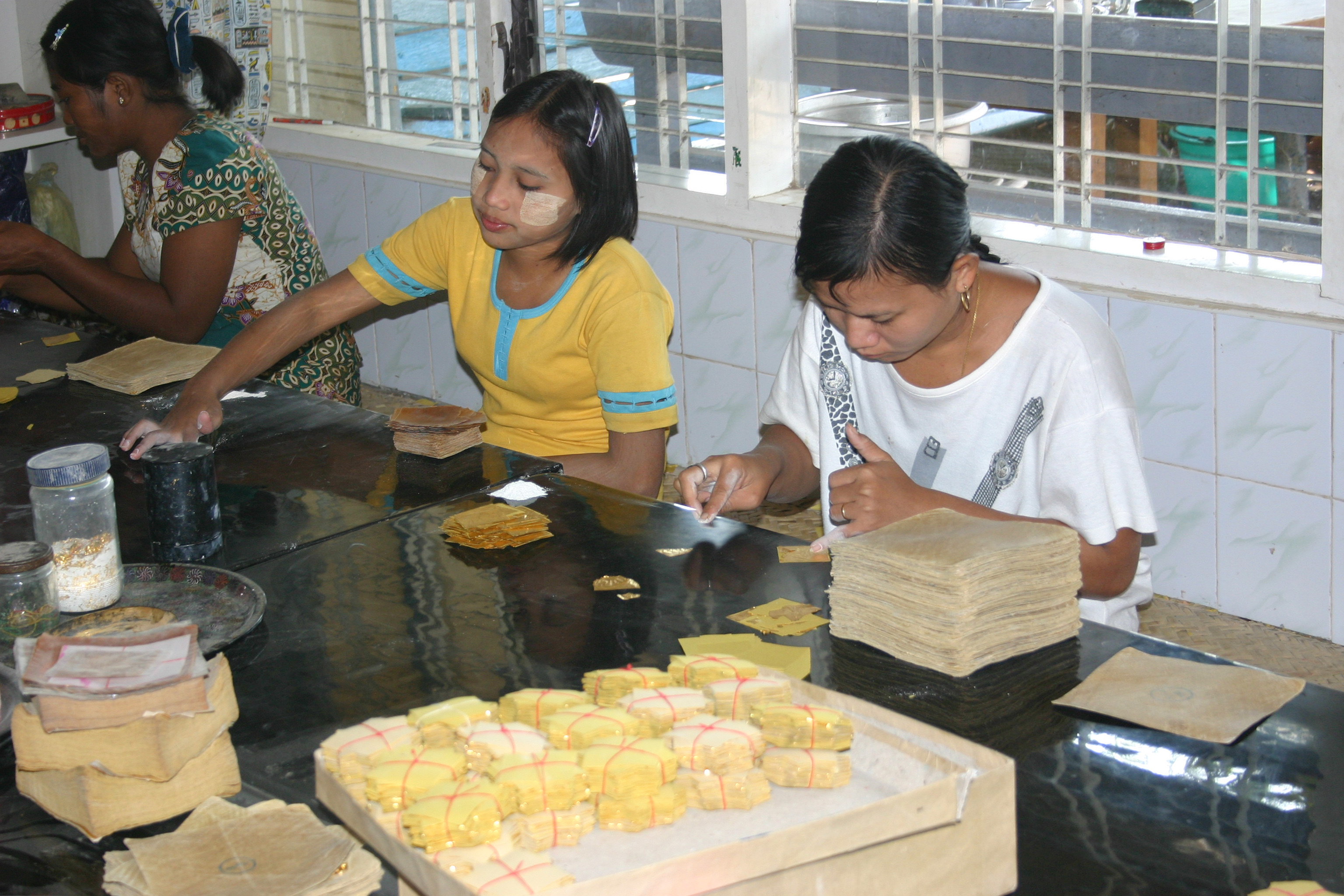
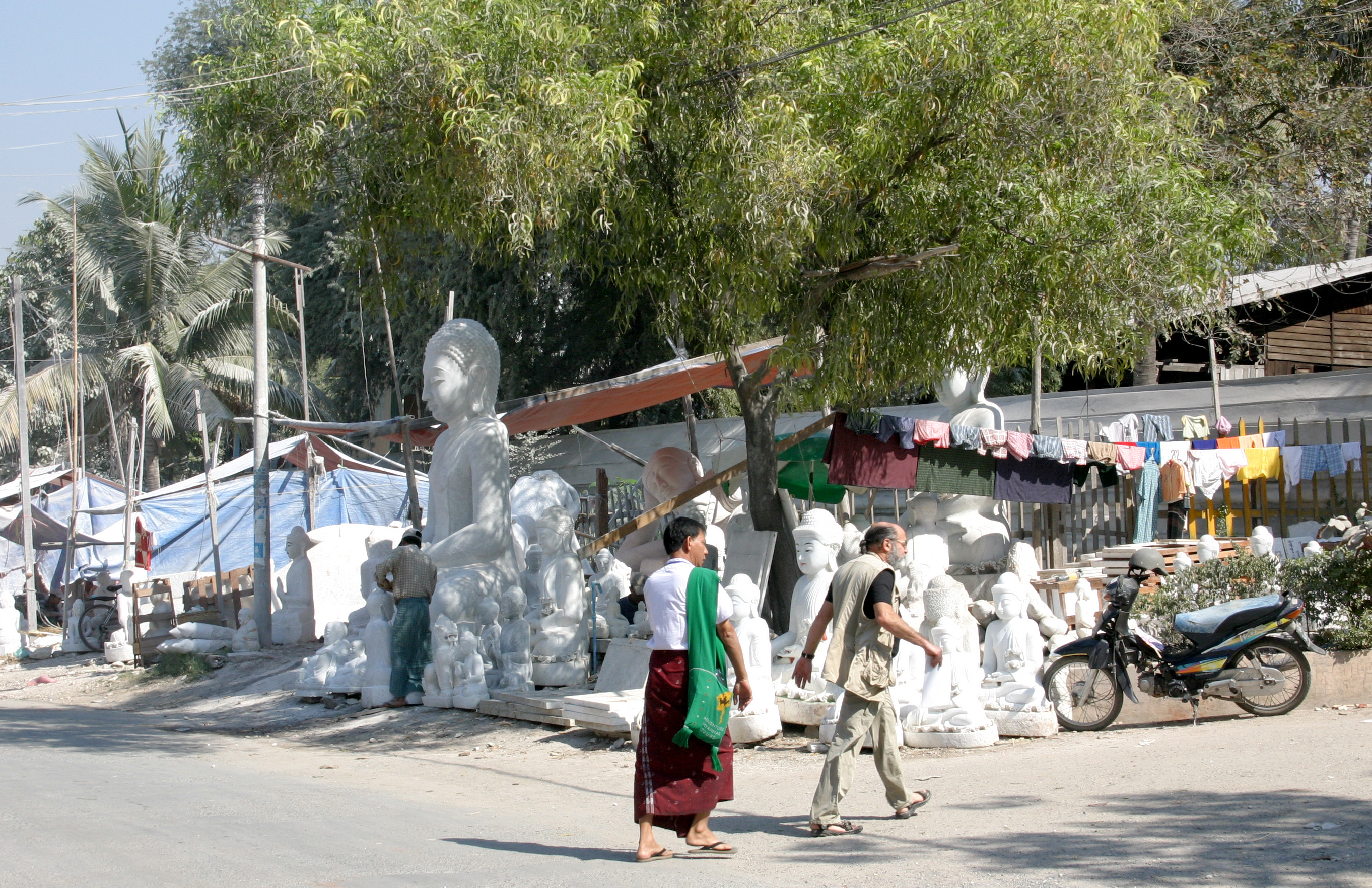
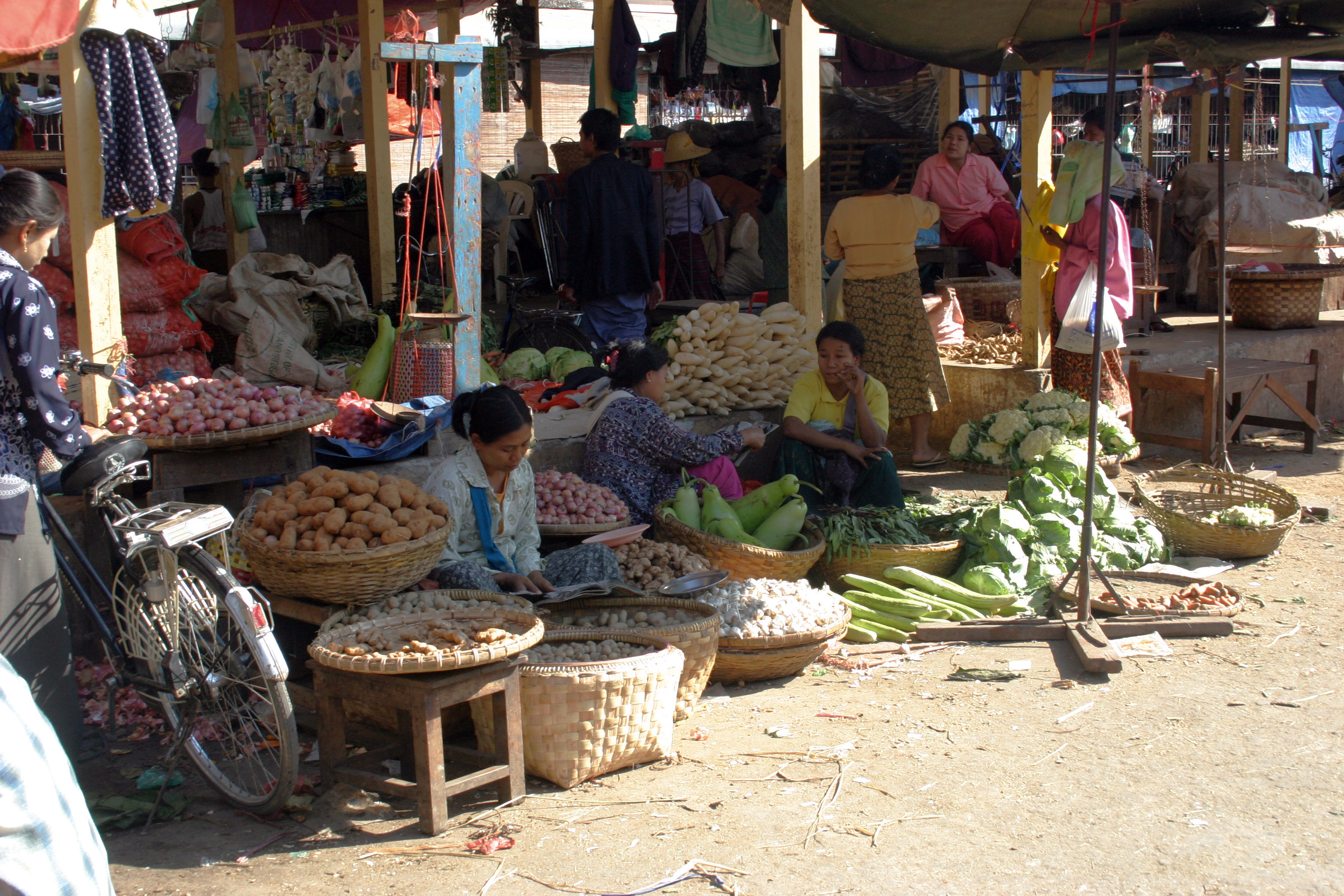
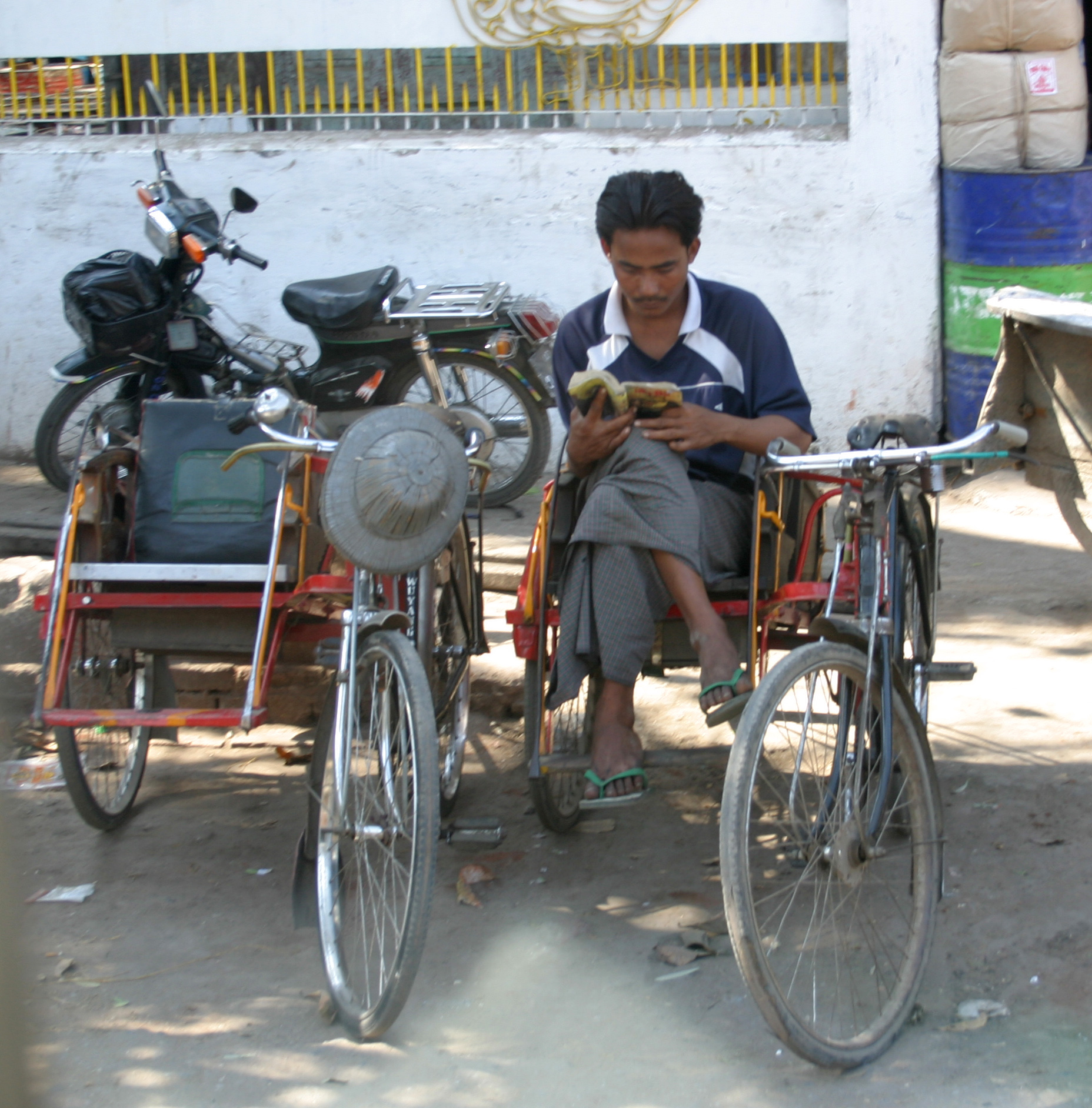
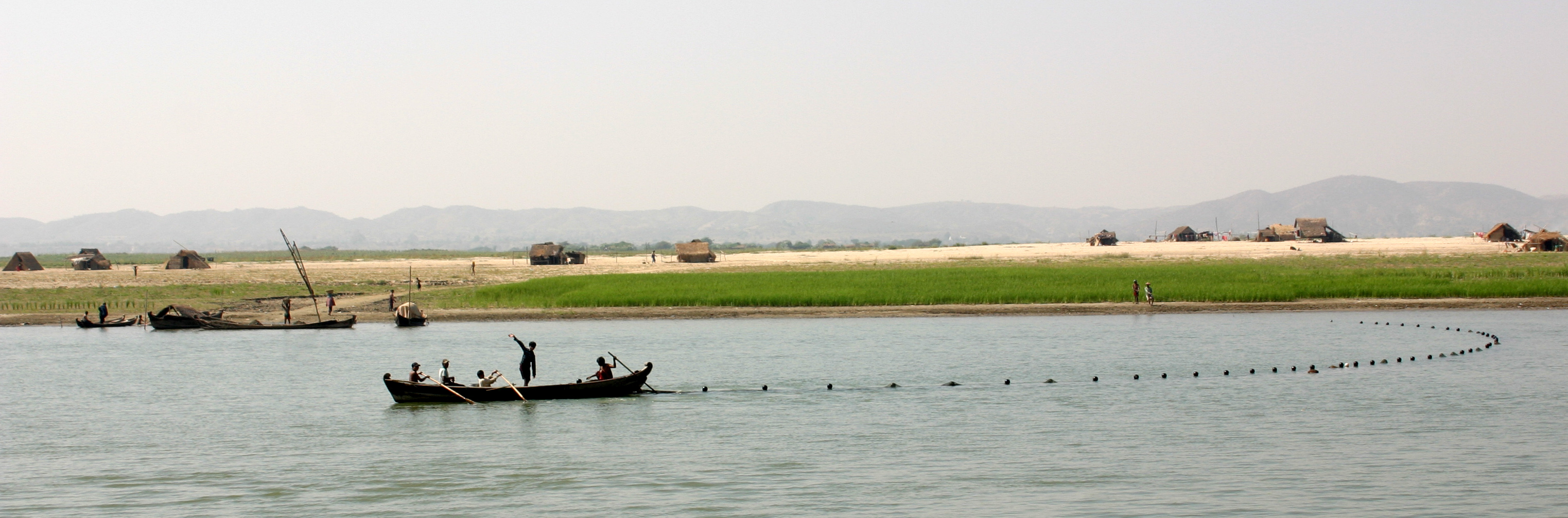

## Мандалай в творах мистецтва
- Редьярд Кіплінг написав поему названу «Мандалай», у якій вперше вживається фраза «на дорозі в Мандалай»
- В 1907 ця поема була покладена на музику Олі Спікса, під назвою «На дорозі в Мандалай». Цю пісню багаторазово записували. Найвідомішою версією є версія Френка Синатри.
- Blackmore's Night мають пісню «Way to Mandalay» в альбомі Ghost of a Rose.
- Роббі Вільямс має пісню «The Road To Mandalay» в альбомі Sing When You're Winning.